# Ходже-Карі
Ходже-Карі (перс. خواجه كري) — село в Ірані, у дегестані Хотбех-Сара, у бахші Карґан-Руд, шагрестані Талеш остану Ґілян. За даними перепису 2006 року, його населення становило 631 особу, що проживали у складі 177 сімей.